# Acontiostoma tuberculata
Acontiostoma tuberculata är en kräftdjursart. Acontiostoma tuberculata ingår i släktet Acontiostoma och familjen Lysianassidae. Inga underarter finns listade i Catalogue of Life.